# Buzînivșciîna, Reșetîlivka
Buzînivșciîna (în ucraineană Бузинівщина) este un sat în comuna Lîman Perșîi din raionul Reșetîlivka, regiunea Poltava, Ucraina.

## Demografie
Componența lingvistică a localității Buzînivșciîna
     Ucraineană (96%)
     Rusă (4%)
Conform recensământului din 2001, majoritatea populației localității Buzînivșciîna era vorbitoare de ucraineană (96%), existând în minoritate și vorbitori de rusă (4%).